# مورنو موزر
مورنو موزر (ایتالیایی: Moreno Moser؛ زادهٔ ۲۵ دسامبر ۱۹۹۰) دوچرخه‌سوار اهل ایتالیا است.
از باشگاه‌هایی که در آن رکاب زده‌است می‌توان به کنندیل–دراپاک، لیکویگاس، و لیکویگاس، و تیم آستانه اشاره کرد.